# 西原町立西原東中学校
西原町立西原東中学校（にしはらちょうりつ にしはらひがしちゅうがっこう）は、沖縄県中頭郡西原町小那覇に所在する公立（町立）の中学校。

## 概要

### 学校データ
- 生徒数 - 492人（17学級）
- 教員数 - 30人

2019年（令和元年）5月1日現在

## 沿革
- 1988年（昭和63年）4月1日 - 西原町立西原東中学校が開校する。